# Rivière Trudelle
Pour les articles homonymes, voir Trudel.
Ne doit pas être confondu avec Rivière Trudel.
La rivière Trudelle est un affluent de la rivière de la Perdrix (rivière Wawagosic), coulant au Québec, au Canada, dans les régions administratives de :
- Abitibi-Témiscamingue : dans la MRC Abitibi-Ouest en traversant les municipalités d'Authier-Nord (canton de Disson) et de Chazel (Québec) (canton de Chazel) ;
- Nord-du-Québec : Jamésie, en traversant la partie Sud de Eeyou Istchee Baie-James (municipalité).

## Géographie
Les bassins versants voisins de la rivière Trudelle sont :
- côté nord : rivière de la Perdrix, rivière Wawagosic, rivière Turgeon ;
- côté est : rivière de la Perdrix, ruisseau Patrie, ruisseau Kaomakomiskiwag, rivière Harricana ;
- côté sud : ruisseau Kaomakomiskiwag, rivière Authier, rivière Macamic ;
- côté ouest : rivière Ménard, ruisseau Deloge, rivière Boivin.

La rivière Trudelle prend sa source du côté ouest d'un marais (altitude : 326 m) soit à :
- 7,8 km à l'est du lac Turgeon ;
- 24,6 km au sud-est de Villebois ;
- 14,3 km au sud de l'embouchure de la rivière Trudelle (confluence avec la rivière de la Perdrix (rivière Wawagosic) ;
- 48,2 km à l'est de la frontière Ontario-Québec ;
- 40,4 km au sud de l'embouchure de la rivière de la Perdrix (confluence avec la rivière Wawagosic).

À partir de sa source dans le canton de Disson, la rivière Trudelle coule sur environ 25 km entièrement en zone forestière selon ces segments :
- 0,8 km vers le nord dans la municipalité d'Authier-Nord ;
- 4,5 km vers le nord-ouest dans la municipalité de Chazel) en recueillant un ruisseau venant du nord-est ;
- 15,4 km vers le nord en formant une courbe vers l'ouest et en traversant le rapide Mo en fin de segment  jusqu'à son embouchure[2].

L'embouchure de la rivière Trudelle qui se déverse dans un coude de rivière sur la rive ouest de la rivière de la Perdrix, est situé en zone forestière à :
- 1,5 km à l'ouest d'une route forestière (sens nord-sud) ;
- 26,3 km au sud de l'embouchure de la rivière de la Perdrix (confluence avec la rivière Wawagosic) ;
- 96,5 km au sud-est de l'embouchure de la rivière Wawagosic (confluence avec la rivière Turgeon ;
- 46,4 km à l'est de la frontière Ontario-Québec ;
- 57,4 km au sud-ouest de Joutel.

## Toponymie
Les termes « Trudel » et « Trudelle » constituent des variantes du même toponyme de famille d'origine française.
Le toponyme « rivière Trudelle » a été officialisé le 5 décembre 1968 à la Commission de toponymie du Québec, soit à la création de cette commission.